# Heinrich Hauser
Heinrich Hauser (27 de agosto de 1901 (Berlín) - 25 de marzo de 1955 (Dießen am Ammersee) fue un escritor y periodista alemán.

## Biografía[1]
Se alistó en la armada alemana los últimos años de la Primera Guerra Mundial. Desde entonces mantuvo su pasión por el mar y por los viajes. En 1920 publicó su primer libro Das Zwanzigste Jahr («El segundo año»). Acabada la guerra continuó con su formación y llegó a ser editor del diario Frankfurter Zeitung. Ganó popularidad con su primera novela, Brackwasser («Agua salobre») que en 1929 ganó el premio Gerhart-Hauptmann. Desde entonces mantuvo una actividad literaria prolífica, tanto en obras de ficción como de no ficción, incluyendo fotorreportajes. En 1939 abandonó Alemania perseguido por el régimen Nazi y se instaló en Estados Unidos. Volvió a su país natal en 1949.

## Obra
- Das zwanzigste Jahr (1925)
- Brackwasser (1928)
- Schwarzes Revier (1930)
- Die letzten Segelschiffe (1930)
- Donner überm Meer (1931)
- Feldwege nach Chicago (1932)
- Noch nicht (1932)
- Ein Mann lernt fliegen (1933)
- Kampf – Geschichte einer Jugend (1934)
- Fahrten und Abenteuer im Wohnwagen (1935)
- Am Laufenden Band (1936)
- Die Flucht des Ingenieurs (1937)
- Notre Dame von den Wogen (1937)
- Opel, ein deutsches Tor zur Welt (1937)
- Südeuropa ist erwacht (1938)
- Australien (1939)
- Battle Against Time (1939)
- Im Kraftfeld von Rüsselsheim (1940)
- Kanada (1940)
- Time Was (1942)
- The German Talks Back (1945)
- Meine Farm am Mississippi (1950)
- Bevor dies Stahlherz schlägt (1951)
- Dein Haus hat Räder (1952)
- Die letzten Segelschiffe (1952)
- Unser Schicksal – Die deutsche Industrie (1952)
- Gigant Hirn (1958)
- Ruhrgebiet 1928. Photographien von Heinrich Hauser (2010)

## Literatura
- Uwe Schultz (1969). «Hauser, Heinrich». Neue Deutsche Biographie (NDB) (en alemán) 8. Berlín: Duncker & Humblot. pp. 117-118; (texto completo en línea)
- Grith Graebner. „Dem Leben unter die Haut kriechen.“ Heinrich Hauser. Leben und Werk. Eine kritisch-biographische Werk-Bibliographie. Shaker Verlag, Aachen 2001, ISBN 3-8265-9406-1

- Stephan Porombka: Heinrich Hausers Roman „Gigant Hirn“. In: Hypertext. Zur Kritik eines digitalen Mythos. (Diss.) Fink, München 2001, pp. 257-274, ISBN 3-7705-3573-1

- Mirjam Schubert: Kommunikationsstrukturen in den Romanen Heinrich Hausers (1901–1955). Universität Hamburg, Hamburg 2005 (zugl. Mag.-Arbeit, Univ. Hamburgo 2005)

- Tim Kangro: Die Welt, vom Steuerrad gesehen. Heinrich Hauser – Fiktion, Autobiografie und Reportage zwischen Neuer Sachlichkeit und Seefahrtsromantik. In: Kritische Ausgabe. Nr. 20 Archivado el 12 de abril de 2013 en Wayback Machine. ISSN 1617-1357